# Paul Sturrock
Paul Whitehead Sturrock (Ellon, 10 ottobre 1956) è un allenatore di calcio ed ex calciatore britannico, di ruolo attaccante.

## Carriera

### Nazionale
Con la nazionale scozzese ha partecipato ai Mondiali di calcio 1982 e ai 1986.

## Palmarès

### Giocatore

#### Competizioni nazionali
- Campionato scozzese: 1

Dundee United: 1982-1983
- Coppa di Lega scozzese: 1

Dundee United: 1979-1980

### Individuale
- Capocannoniere della Scottish League Cup: 2

1979-1980 (6 reti), 1980-1981 (9 reti)

### Allenatore

#### Competizioni nazionali
- Scottish Championship: 1

St. Johnstone: 1996-1997
- Second Division: 1

Plymouth: 2003-2004
- Campionato inglese di quarta divisione: 1

Plymouth: 2001-2002